# بن كيس
بن كييس ولد سنة 23 فيفري 1997 هو لاعب كرة قدم محترف يلعب في نادي أديلايد الدوري الأسترالي لكرة القدم في دوري كرة القدم الفيكتوري